# Storbritanniens försvarsmakt

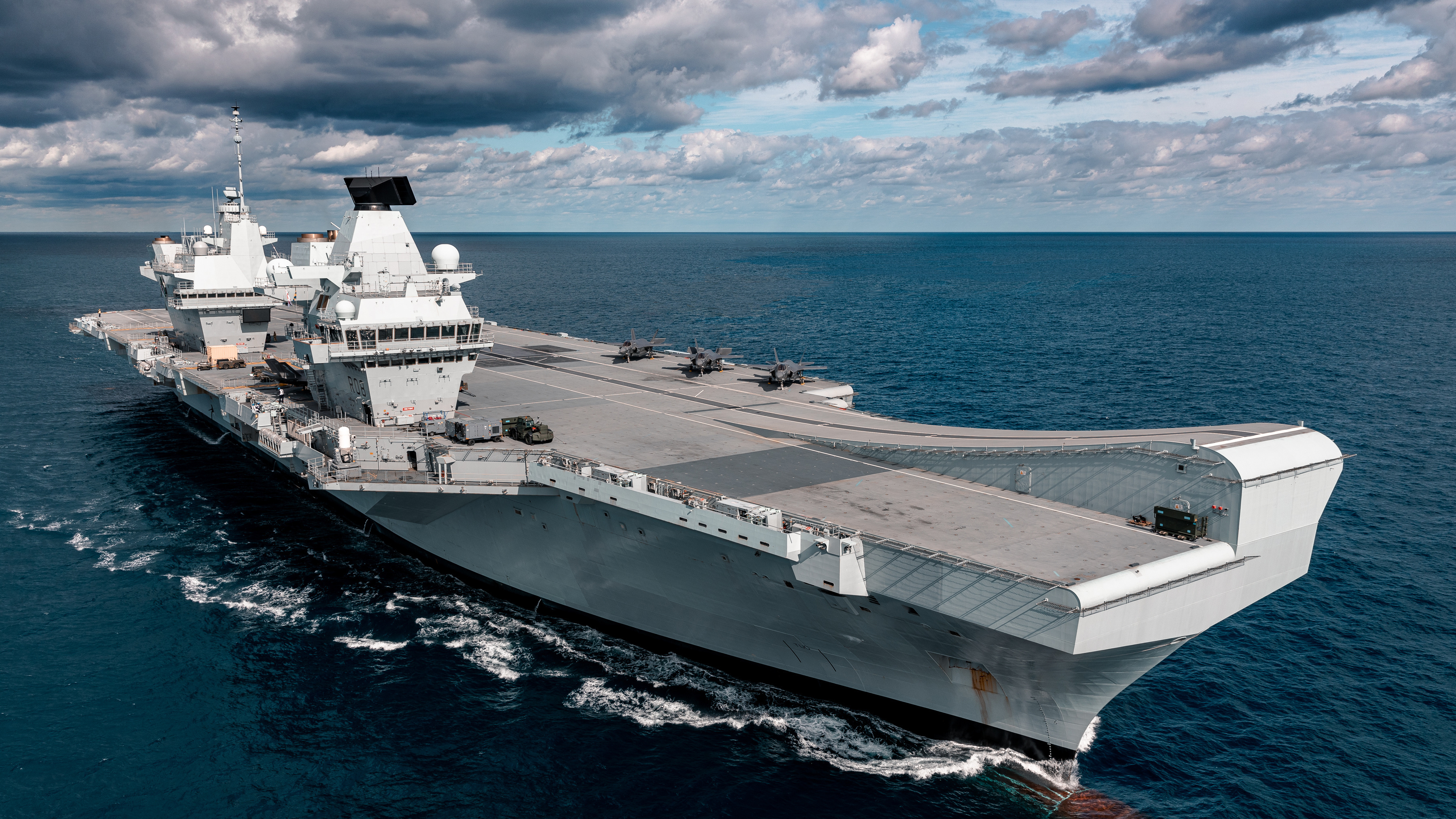
Brittiska hangarfartyget HMS Queen Elizabeth.

Storbritanniens försvarsmakt (engelska: British Armed Forces), också känt inom landet som His Majesty's Armed Forces och ibland Armed Forces of the Crown, är de väpnade styrkorna i Storbritannien. De består av tre vapenslag: Royal Navy (däribland Royal Marines), British Army och Royal Air Force.

## Organisation
Storbritanniens väpnade styrkor ingår i försvarsministeriet (engelska: Ministry of Defence) och består av tre försvarsgrenar.

### Armén
Brittiska armén, på engelska British Army, är de huvudsaklien landbaserade styrkorna och 2014 hade den 87 180 heltidsanställda yrkesmilitärer. Dess huvudstridsstyrka var organiserad i två operativa divisioner och en snabbinsatsbrigad.

### Flottan
Royal Navy är världens sjätte största örlogsflotta. Brittiska marinen hade 30 340 heltidsanställda yrkesmilitärer 2014. De största fartygen är två hangarfartyg i Queen Elizabeth-klassen samt tre amfibiefartyg. Det finns vidare sex jagare och 13 fregatter i tjänst. Ubåtsflottan består av  4 strategiska robotubåtar samt flera atomdriva attackubåtar av Trafalgar-klass och Astute-klass.
Marinkårens huvudstyrka bildade en amfibiebrigad.

### Flygvapnet
Royal Air Force (RAF), är Storbritanniens flygvapen. RAF  hade 33 210 heltidsanställda yrkesmilitärer 2014. Samma år bestod RAF:s huvudstridsstyrka av sex jaktdivisioner och fyra attackdivisioner.

## Kärnvapen
Royal Navy och RAF har kärnvapenbestyckade komponenter. Storbritannien antas ha 160-225 kärnstridsspetsar.